# Hagymafajok listája
A hagyma (Allium) nemzetségbe sorolt fajok listája.

## A
- Allium aaseae
- Allium abdelkaderi
- Allium ablyanthum

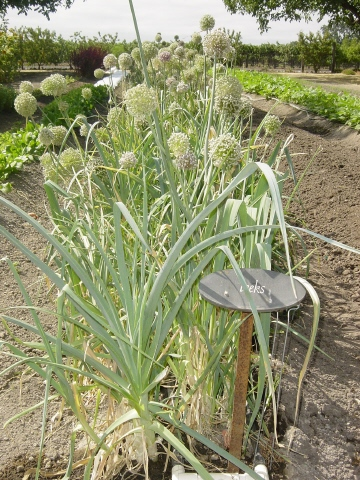
(Allium porrum)

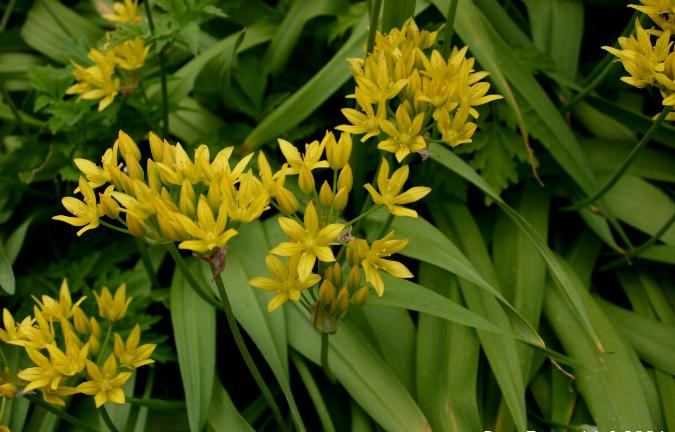
Allium moly

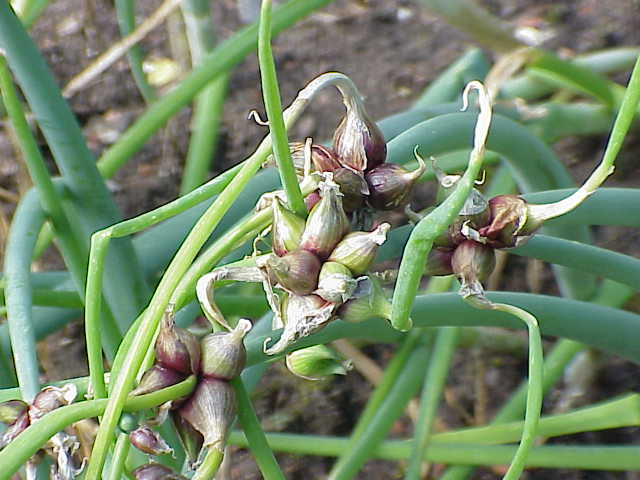
Allium fistulosum

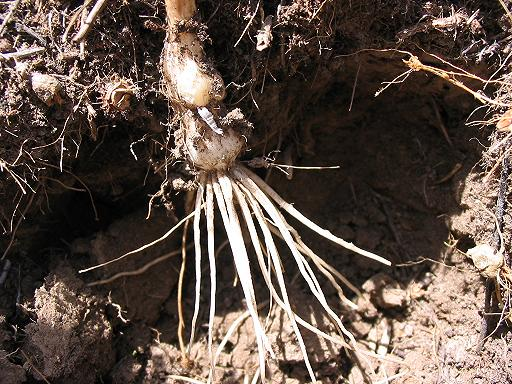
Bunkós hagyma (Allium sphaerocephalon)

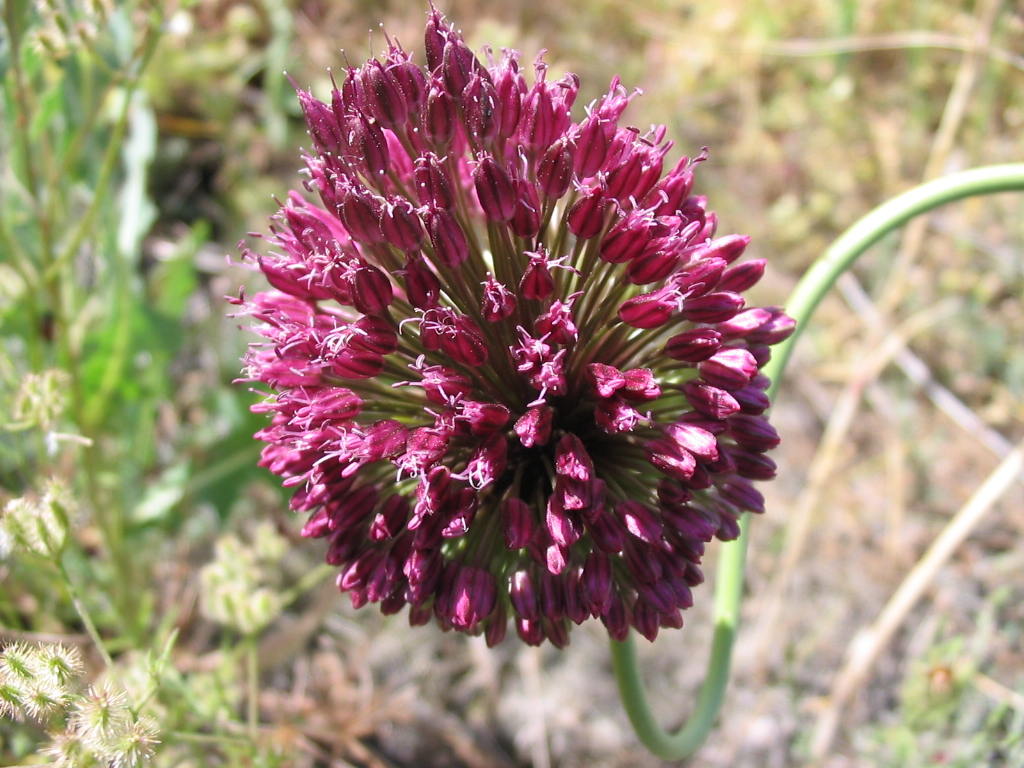
Bunkós hagyma (Allium sphaerocephalon) - virág

  - Allium ablyanthum var. striolatum
- Allium abramsii (syn. Allium fimbriatum var. abramsii)
- Allium achaium
- Allium acidoides
- Allium aciphyllum
- Allium acre
- Allium acuminatum
- Allium adzharicum
- Allium aegaeum
- Allium aegilicum
- Allium aemulans
- Allium aestivale
- Allium aethusanum
- Allium afghanicum
- Allium aflatunense
- Allium agrigentinum
- Allium aitchisoni
- Allium akaka
- Allium alabasicum
- Allium alaicum
- Allium alaschanicum
- Allium alataviense
- Allium albanum
- Allium alberti
- Allium albidum
- Allium albiflorum
- Allium albo-tunicatum
- Allium albopilosum
- Allium albostellerianum
- Allium alexandrae
- Allium alibile
- Allium allegheniense
- Allium alpicolum
- Allium alpinarii
- Allium altissimum
- Allium altyncolicum
- Allium amabile
- Allium amamianum
- Allium ambiguum
- Allium amblyanthum
  - Allium amethystinum var. antiquorum
- Allium ampeloprasoides
- Allium ampeloprasum
  - Allium ampeloprasum f. scaberrimum
  - Allium ampeloprasum subsp. truncatum
  - Allium ampeloprasum f. urceolatum
- Allium amphibolum
- Allium amphipulchellum
- Allium amplectens (syn. Allium attenuifolium)
- Allium anacoleum
- Allium anatolicum
- Allium anceps
- Allium andicolum
- Allium angolense
- Allium angulare
- Allium angulosum  (gyíkhagyma)
- Allium angustum
  - Allium anisopodium ssp. argunense
- Allium anisotepalum
- Allium anserinum
- Allium antiatlanticum
- Allium antoniani
- Allium anzalonei
- Allium aobanum
- Allium apulum
- Allium archeotrichon
- Allium arenicola
- Allium argyi
- Allium aridum
- Allium aristatum
- Allium arkitense
- Allium arlgirdense
- Allium armerioides
- Allium aroides
- Allium artemisietorum
- Allium artvinense
- Allium asarense
- Allium ascalonicum - salottahagyma, mogyoróhagyma[1]
- Allium aschersonianum
- Allium asclepiadeum
- Allium asirense
- Allium asperiflorum
- Allium assadii
- Allium assimile
- Allium atlanticum
- Allium atriphoeniceum
- Allium atropurpureum (syn. Allium stenopetalum) (bíborfekete hagyma)
- Allium atrorubens
- Allium atrosanguineum
- Allium attenuatum
- Allium attenuifolium
- Allium aucheri
- Allium auctum
- Allium auriculatum
- Allium austrokyushuense
- Allium austrosibiricum
- Allium autumnale
- Allium azaurenum
- Allium azutavicum

## B
| Tartalomjegyzék                                                 |
| --------------------------------------------------------------- |
| Elejére 0–9 A B C D E F G H I J K L M N O P Q R S T U V W X Y Z |

- Allium backhousianum
- Allium badakhshanicum
- Allium baeticum
- Allium bahri
- Allium bajtulinii
- Allium bakhtiaricum
- Allium balansae
- Allium baluchistanicum
- Allium barsczewskii
  - Allium barszczewskii f. niveum
  - Allium barszczewskii f. violaceum
- Allium barthianum
- Allium baschkyzylsaicum
  - Allium basrszczewskii lus. albidum
- Allium bassitense
- Allium bauerianum
- Allium baytopiorum
- Allium beesianum
- Allium bellulum
- Allium bidentatum
  - Allium bidentatum var. andaense
  - Allium bidentatum var. qinggouense
- Allium bidwelliae
- Allium biflorum
- Allium bigelovii
- Allium bimetrale
- Allium birkinshawii
- Allium bisceptrum
- Allium blandum
- Allium blomfieldianum
- Allium bodeanum
- Allium bodinieri
- Allium bogdoicolum
- Allium bolanderi
- Allium bonariensis
- Allium borbasii
- Allium borbonicum
- Allium bornmuelleri
- Allium borszczowi
- Allium botschantzevii
- Allium bouddae
- Allium bourgeaui
  - Allium bourgeaui f. subsp. creticum
  - Allium bourgeaui f. subsp. cycladicum
- Allium brachyscapum
- Allium brachyspathum
- Allium bracteolatum
- Allium brahuicum
- Allium brandegei
  - Allium brandegei f. viviparum
- Allium brevicuspis
- Allium brevidens
- Allium brevidentatum
- Allium brevidentiforme
- Allium breviscapum
- Allium brevistylum
- Allium breweri
- Allium brulloi
- Allium bucharicum
- Allium bulgaricum(Nectaroscordium bulgaricum szinoním neve)
- Allium bullardi
- Allium bulleyanum
- Allium bungei
- Allium burdickii
- Allium burjaticum
- Allium burlevii
- Allium burlewii

## C
| Tartalomjegyzék                                                 |
| --------------------------------------------------------------- |
| Elejére 0–9 A B C D E F G H I J K L M N O P Q R S T U V W X Y Z |

- Allium cabulicum
- Allium caerulescens
- Allium caeruleum
- Allium caesioides
- Allium caesium
- Allium caespitosum
- Allium calamarophilon
- Allium calcareum
- Allium californicum
- Allium callidyction
  - Allium callimischon ssp. haemostictum
- Allium calocephalum
- Allium calyptratum
- Allium campanulaeflorum
- Allium campanulatum
- Allium canadense
- Allium candargyi
- Allium candolleanum
- Allium cannaefolium
- Allium capitellatum
- Allium cappadocicum
- Allium caput-medusae
- Allium cardiostemon
- Allium caricoides
- Allium carinatum (szarvashagyma)
  - Allium carinatum ssp. biokovense
- Allium carmeli
- Allium caroli-henrici
- Allium carolinianum
- Allium cascadense
- Allium caspium
- Allium cassium
- Allium cathodicarpum
- Allium cepa  (vöröshagyma)
  - Allium cepa var. australiorientale
  - Allium cepa var. boreale
  - Allium cepa var. borealiamericanum
  - Allium cepa var. medieuropeum
  - Allium cepa var. medirossicum
  - Allium cepa ssp. orientale
- Allium cernuum
- Allium chalcophengos
- Allium chalkii
- Allium chamaemoly
  - Allium chamaemoly ssp. longicaulis
- Allium chamaespathum
- Allium chamarense
- Allium chaneti
- Allium chanetii
- Allium changduense
- Allium charadzeae
- Allium charaulicum
- Allium chauveli
- Allium chelotum
- Allium chevsuricum
- Allium chienchuanense
- Allium chilense
- Allium chinense (syn. Allium odorum)
- Allium chitralicum
- Allium chiwui
- Allium chloroneurum
- Allium chodsa-bakirganicum
- Allium choriotepalum
- Allium christii
- Allium christophii
- Allium chrysantherum
- Allium chrysanthum
- Allium chrysocephalum
- Allium chrysonemum
- Allium ciliatum
- Allium cilicicum
- Allium circassicum
- Allium circinnatum
  - Allium circinatum ssp. peloponnesiacum
- Allium circumflexum
- Allium cisferganense
- Allium clarkei
- Allium clathratum
- Allium clausum
- Allium colchicifolium
- Allium collinum
- Allium collis-magni
- Allium compactum
- Allium columbianum (basionym Allium douglasii Wood var. columbianum )
- Allium condensatum
- Allium confragosum
- Allium confusum
- Allium consanguineum
- Allium constrictum (basionym Allium douglasii Wood var. constrictum)
- Allium convallarioides
- Allium cornutum
- Allium corsicum
- Allium coryi
- Allium costatovaginatum
- Allium crameri
- Allium cratericola
- Allium crenulatum''
- Allium crispum
- Allium cristatum
- Allium cristophii
- Allium croceum
- Allium crystallinum
- Allium cucullatum
- Allium cupani
  - Allium cupani ssp. anatolicum
  - Allium cupani ssp. cyprium
  - Allium cupani var. minoricensis
- Allium cupuliferum
  - Allium cupuliferum ssp. nuratavicum
- Allium curtum
- Allium cusickii
- Allium cuspidatum
- Allium cuthbertii
- Allium cyaneum
- Allium cyathophorum
- Allium cyclospathum
- Allium czelghauricum

## D
| Tartalomjegyzék                                                 |
| --------------------------------------------------------------- |
| Elejére 0–9 A B C D E F G H I J K L M N O P Q R S T U V W X Y Z |

- Allium daghestanicum
- Allium dalmaticum
- Allium damascenum
- Allium daninianum
- Allium darwasicum
- Allium dasyphyllum
- Allium dauricum
- Allium davisianum
- Allium deciduum
  - Allium deciduum ssp. retrorsum
- Allium decipiens
- Allium delicatulum
- Allium deltoide-fistulosum
- Allium denticulatum (syn. Allium carinatum)
- Allium dentigerum
- Allium descendens (basionym Allium sphaerocephalon)
- Allium deserticola
- Allium desertorum
- Allium diabolense (basionym Allium fimbriatum var. diabolense)
- Allium dichlamydeum
- Allium dictuon
- Allium dictyoscordum
- Allium dictyotum
- Allium diehlii
- Allium dilutum
- Allium dinsmorei
- Allium diomedeum
- Allium dioscoridis
- Allium djimilense
- Allium dodecadontum
- Allium dodecanesi
- Allium dolichostylum
- Allium doloncarense
- Allium douglasii
- Allium dregeanum
- Allium drepanophyllum
- Allium drobovi
- Allium drummondii (syn. Allium mutabile)
- Allium drusorum
- Allium dshambulicum
- Allium dumetorum
- Allium durangoense
- Allium dyctioprasum

## E
| Tartalomjegyzék                                                 |
| --------------------------------------------------------------- |
| Elejére 0–9 A B C D E F G H I J K L M N O P Q R S T U V W X Y Z |

- Allium ecornutum
- Allium edentatum
- Allium eginense
- Allium egorovae
- Allium elatum
- Allium elburzense
- Allium eldivanense
- Allium elegans
- Allium elegantulum
- Allium ellisii
- Allium elmaliense
- Allium elmendorfii
- Allium emarginatum
- Allium enginii
- Allium equicaeleste
- Allium erdelii
- Allium eremoprasum
- Allium eriocoleum
- Allium eriophyllum
- Allium erythraeum
- Allium esfandiarii
- Allium euboicum
- Allium eugeni
- Allium eusperma
- Allium exiguiflorum
- Allium eximium
- Allium exsertum

## F
| Tartalomjegyzék                                                 |
| --------------------------------------------------------------- |
| Elejére 0–9 A B C D E F G H I J K L M N O P Q R S T U V W X Y Z |

- Allium falcifolium
- Allium fallax
- Allium fantasmosense
- Allium farctum
- Allium farreri
- Allium farsistanicum
- Allium fastigiatum
- Allium favosum
- Allium feddei
- Allium fedtschenkoi
- Allium feinbergii
- Allium ferganicum
- Allium ferrinii
- Allium fethiyense
- Allium fetisowi
- Allium fibriferum
- Allium fibrillum
- Allium fibrosum
- Allium filidens
- Allium filidentiforme
- Allium filifolium
- Allium filiforme
- Allium fimbriatum
  - Allium fimbriatum ssp. mohavense
  - Allium fimbriatum var. sharsmithae
- Allium firmotunicatum
- Allium fischeri
- Allium fissile
- Allium fistulosum - téli sarjadékhagyma[1]
  - Allium fistulosum f. viviparum
- Allium flavellum
- Allium flavidum
- Allium flavum (sárga hagyma)
  - Allium flavum var. adriaticum
  - Allium flavum f. bulbilliferum
  - Allium flavum ssp. lignosum
  - Allium flavum var. pilosum
- Allium fomini
- Allium fominianum
- Allium forrestii
- Allium fragile
- Allium franciniae
- Allium fraseri
- Allium frigidum
- Allium fritschii
- Allium funckiacfolium
- Allium funiculosum
- Allium fuscoviolaceum
- Allium fussii

## G
| Tartalomjegyzék                                                 |
| --------------------------------------------------------------- |
| Elejére 0–9 A B C D E F G H I J K L M N O P Q R S T U V W X Y Z |

- Allium gaditanum
- Allium gageanum
- Allium galanthum
- Allium gayi
- Allium getulum
- Allium geyeri
  - Allium geyeri var. chatterleyi
- Allium giganteum (Óriás díszhagyma)
- Allium gilgiticum
- Allium giraudiasii
- Allium glaciale
- Allium glandulosum
- Allium globosum
- Allium glomeratum
- Allium glumaceum
- Allium gmelinianum
- Allium goekyigitii
- Allium goloskokovii
- Allium gomphrenoides
- Allium gooddingii
- Allium gorumsense
- Allium govanianum
- Allium gracilescens
- Allium gracillimum
- Allium grande
- Allium grandisceptrum
- Allium grayi
- Allium grazi
- Allium greuteri
- Allium grimmi
- Allium grisellum
- Allium grosii
- Allium guanxianense
- Allium guatemalense
- Allium gubanovii
- Allium gunibicum
- Allium gusaricum
- Allium gypsaceum
- Allium gypsodictyum

## H

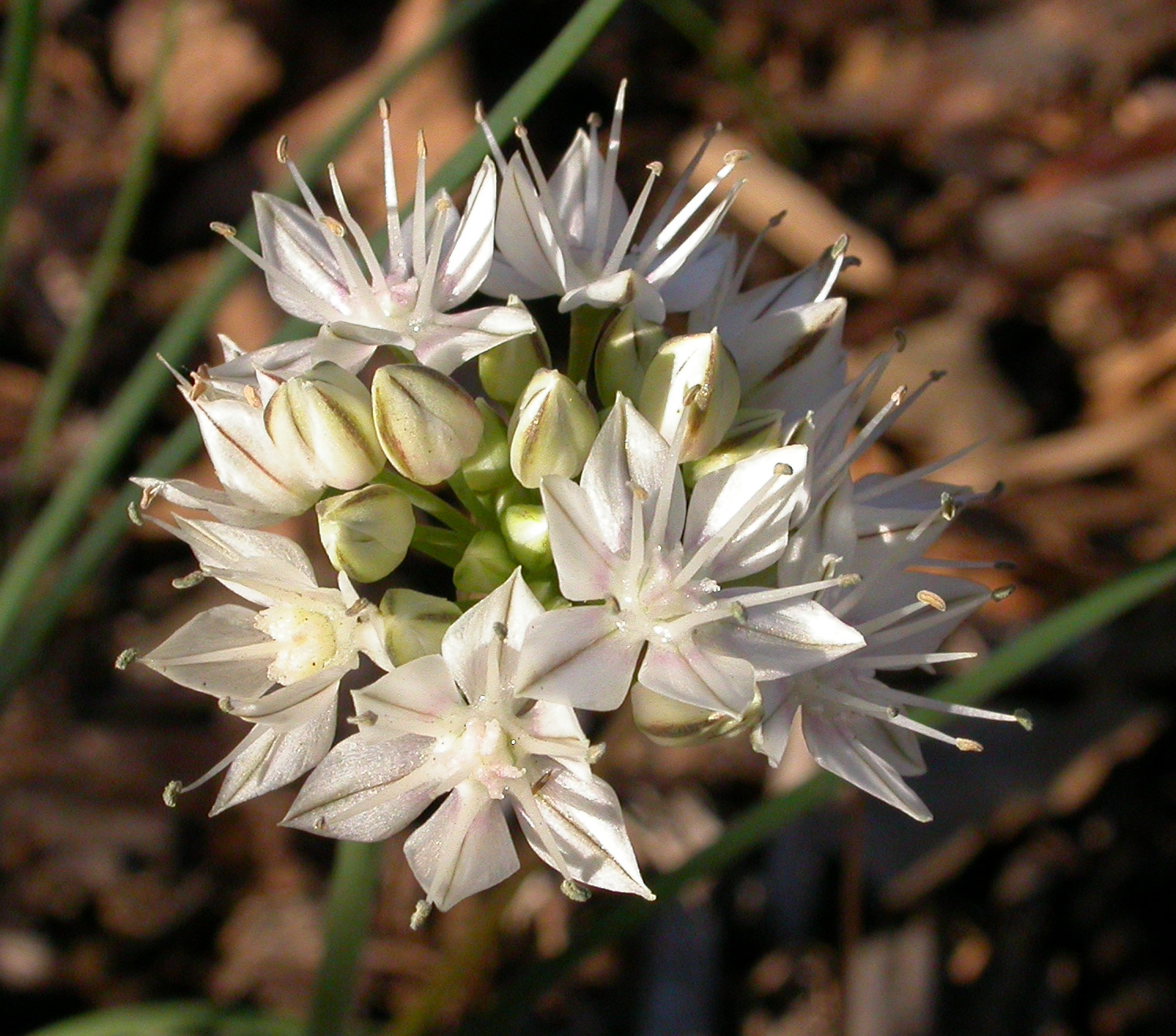
Allium haematochiton

| Tartalomjegyzék                                                 |
| --------------------------------------------------------------- |
| Elejére 0–9 A B C D E F G H I J K L M N O P Q R S T U V W X Y Z |

- Allium haemanthoides
- Allium haematochiton
- Allium hamrinense
- Allium haneltii
- Allium haussknechtii
- Allium haussmanni
- Allium hedgei
- Allium heldreichii
- Allium helicophyllum
- Allium helleri
- Allium hendersoni
- Allium henryi
- Allium herderianum
- Allium heteronema
- Allium hexaceras
- Allium hickmanii
- Allium hierochuntinum
- Allium hindukuschense
- Allium hintoniorum
- Allium hirsutum
- Allium hirtifolium
- Allium hirtovaginum
- Allium hissaricum
- Allium hoeltzeri
- Allium hoffmanii
- Allium hollandicum
- Allium hopeiense
- Allium horvatii
- Allium howardii
- Allium howellii
  - Allium howellii var. clokeyi
- Allium huber-morathii
- Allium hugonianum
- Allium humbertii
- Allium humile
- Allium huntiae
- Allium hyacinthoides
- Allium hyalinum
- Allium hymenorrhizum
- Allium hymettium
- Allium hypsistum

## I
| Tartalomjegyzék                                                 |
| --------------------------------------------------------------- |
| Elejére 0–9 A B C D E F G H I J K L M N O P Q R S T U V W X Y Z |

- Allium iatasen
- Allium idahoense
- Allium idzuense
- Allium iliense
- Allium incensiodorum
- Allium incisum
- Allium inconspicuum
- Allium incrustatum
- Allium inops
- Allium insufficiens
- Allium intactum
- Allium integerrimum
- Allium inutile
- Allium involucratum
- Allium inyonis
- Allium iodanthum
- Allium ionandrum
- Allium ionicum
- Allium isakulii
  - Allium isakulii ssp. subkopetdagense
- Allium isauricum
- Allium isphairamicum
- Allium ivasczenkoae

## J
| Tartalomjegyzék                                                 |
| --------------------------------------------------------------- |
| Elejére 0–9 A B C D E F G H I J K L M N O P Q R S T U V W X Y Z |

- Allium jacquemonti
- Allium jaluanum
- Allium janthinum
- Allium japonicum
- Allium javorjense
- Allium jaxarticum
- Allium jeholense
- Allium jenischianum
- Allium jepsonii (basionym Allium sanbornii var. jepsoni)
- Allium jesdianum
- Allium jodanthum
- Allium jucundum
- Allium juldusicolum
- Allium junceum
  - Allium junceum ssp. tridentatum
- Allium juncifolium

## K
| Tartalomjegyzék                                                 |
| --------------------------------------------------------------- |
| Elejére 0–9 A B C D E F G H I J K L M N O P Q R S T U V W X Y Z |

- Allium kachrooi
- Allium kansuense
- Allium karacae
- Allium karakense
- Allium karamanoglui
- Allium karataviense
  - Allium karataviense var. granitovii
- Allium karelinii
- Allium karsianum
- Allium karyeteini
- Allium kaschianum
- Allium kastambulense
- Allium kasteki
- Allium kaufmanni
- Allium kazemuni
- Allium kermesinum
- Allium kesselringi
- Allium kessleri
- Allium khorasanicum
- Allium kingdonii
- Allium kirindicum
- Allium klarputense
- Allium koenigianum
- Allium kokanicum
- Allium kollmannianum
- Allium komarovianum
- Allium komarowi
- Allium kopetdagense
- Allium korolkowi
- Allium kossoricum
- Allium kotschyi
- Allium koyuncui
- Allium krylovii
- Allium kujukense
- Allium kungii
- Allium kunthii
- Allium kuramense
- Allium kurdaicum
- Allium kurrat
- Allium kurssanovii
- Allium kurtzianum
- Allium kuschakerwiczi
- Allium kysylkumi

## L
| Tartalomjegyzék                                                 |
| --------------------------------------------------------------- |
| Elejére 0–9 A B C D E F G H I J K L M N O P Q R S T U V W X Y Z |

- Allium lacerum
- Allium lachnophyllum
- Allium lacunosum
  - Allium lacunosum var. kernensis
- Allium lagarophyllum
- Allium lalesaricum
- Allium lamondiae
- Allium lancipetalum
- Allium lasiophyllum
- Allium latifolium
- Allium latissimum
- Allium lavendulare
- Allium ledebourianum
- Allium ledschanense
- Allium lehmani
- Allium lehmannianum
- Allium lemmonii
- Allium lenkoranicum
- Allium leonidis
- Allium leptomorphum
  - Allium leucanthum var. tridentatum
- Allium leucosphaerum
- Allium liangshanense
- Allium libani
- Allium lilacinum
- Allium lineare
- Allium linearifolium
- Allium lipskyanum
- Allium listera
- Allium litvinovii
- Allium loiseleurii
- Allium lojaconoi
- Allium longanum
- Allium longevaginatum
- Allium longicaule
- Allium longicollum
- Allium longicuspis
- Allium longifolium
- Allium longistamineum
- Allium lopadusanum
- Allium loratum
- Allium loscosii
- Allium lucens
- Allium lusitanicum
- Allium luteolum
- Allium lutescens
- Allium lycaonicum

## M
| Tartalomjegyzék                                                 |
| --------------------------------------------------------------- |
| Elejére 0–9 A B C D E F G H I J K L M N O P Q R S T U V W X Y Z |

- Allium maackii
- Allium macedonicum
- Allium machmelianum
- Allium macleanii
- Allium macnabianum
- Allium macranthum
- Allium macrocephalum
- Allium macrochaetum
- Allium macropetalum
- Allium macrorhizon
- Allium macrostemon
- Allium macrostylum
- Allium macrum
- Allium madidum
- Allium mairei
- Allium majale
- Allium majus
- Allium malyschevii
- Allium maniaticum
- Allium mannii
- Allium maowenense
- Allium marathasicum
- Allium mareoticum
- Allium margaritaceum
- Allium margaritae
- Allium margaritiferum
- Allium marginatum  (vöröses hagyma)
- Allium mariae
- Allium maritimum
- Allium martini
- Allium marvinii
- Allium massaessylum
- Allium materculae
- Allium maximowiczi
- Allium megalobulbon
- Allium melanantherum
- Allium melananthum
- Allium meliophilum
- Allium melliferum
- Allium membranaceum
- Allium meteoricum
- Allium mexicanum
- Allium michoacanum
- Allium micranthum
- Allium microbulbum
- Allium microdictyon
- Allium microscordion
- Allium microspathum
- Allium minimum
- Allium minutiflorum
- Allium minutum
- Allium mirum
- Allium mirzajevii
- Allium miserabile
- Allium mishtshenkoanum
- Allium mohavense
- Allium moly
- Allium monadelphum
- Allium monanthum
- Allium montanum (hegyi hagyma)
  - Allium monanthum var. floribundum
- Allium mongolicum
- Allium monophyllum
- Allium monospermum
  - Allium montanum f. subbulbilliferum
- Allium montibaicalense
- Allium monticola
- Allium montigena
- Allium morrisonense
- Allium moschatum  (pézsmahagyma)
- Allium motor
- Allium mulabile
- Allium multiflorum
- Allium munzii (basionym Allium fimbriatum var. munzii)

## N
| Tartalomjegyzék                                                 |
| --------------------------------------------------------------- |
| Elejére 0–9 A B C D E F G H I J K L M N O P Q R S T U V W X Y Z |

- Allium nabelekii
- Allium nanodes
- Allium narcissiflorum
- Allium neapolitanum
  - Allium neapolitanum ssp. philippi
- Allium negevense
- Allium negrianum
- Allium nemrutdaghense
- Allium neo-mexicanum
- Allium nereidum
- Allium neriniflorum
- Allium nevadense
- Allium nevii
- Allium nevsehirense
- Allium nigritanum
- Allium nigrum
- Allium nipponicum
- Allium noeoanum
- Allium notabile
- Allium nothum
- Allium nudicaule
- Allium nuristanicum
- Allium nutans
- Allium nuttallii

## O
| Tartalomjegyzék                                                 |
| --------------------------------------------------------------- |
| Elejére 0–9 A B C D E F G H I J K L M N O P Q R S T U V W X Y Z |

- Allium obliquum
- Allium obtectum
- Allium obtusum
- Allium ochotense
- Allium ochraceum
- Allium ochroleucum
- Allium odoratissimum
- Allium odorum
- Allium oleraceum (érdes hagyma)
  - Allium oleraceum ssp. girerdii
- Allium olivieri
- Allium oltense
- Allium olympicum
- Allium omeiense
- Allium omiostema
- Allium opacum
- Allium ophiophyllum
- Allium ophiopogon
- Allium oporinanthum
- Allium oreodictyum
- Allium oreophiloides
  - Allium oreophiloides ssp. salangense
- Allium oreophilum
- Allium oreoprasoides
- Allium oreoprasum
- Allium oreoscordum
- Allium orientale
- Allium orunbaii
- Allium ostrowskianum
- Allium otschiauriae
- Allium ousensanense
- Allium ovalifolium
  - Allium ovalifolium var. leuconeurum
- Allium ovatum
- Allium oviflorum
- Allium ownbeyi
- Allium oxyphilum

## P
| Tartalomjegyzék                                                 |
| --------------------------------------------------------------- |
| Elejére 0–9 A B C D E F G H I J K L M N O P Q R S T U V W X Y Z |

- Allium paczoskianum
- Allium paepalanthoides
- Allium palentinum
- Allium pallasii
- Allium pallens
  - Allium pallens var. admirabile
  - Allium pallens subvar. arenae-maris
  - Allium pallens ssp. christophori
  - Allium pallens var. lineolatum
  - Allium pallens ssp. siciliense
  - Allium pallens subvar. stoloniferum
- Allium palmeri
- Allium pamiricum
- Allium pangasicum
- Allium paniculatum
  - Allium paniculatum ssp. exaltatum
  - Allium paniculatum ssp. jacobi
  - Allium paniculatum ssp. marginatum
  - Allium paniculatum ssp. salinum
  - Allium paniculatum ssp. villosulum
- Allium panjaoense
- Allium pannonicum
- Allium papillare
- Allium paradoxum
  - Allium paradoxum var. normale
- Allium parciflorum
- Allium pardoi
- Allium parishii
  - Allium parnassicum var. heterodoxum
  - Allium parnassicum ssp. minoicum
- Allium parryi
- Allium parviflorum
- Allium parvulum
- Allium parvum
- Allium passeyi
- Allium paterfamilias
- Allium paucibulbosum
- Allium pauciflorum
- Allium pauli
- Allium peirsonii
- Allium pekinense
- Allium pendulinum
- Allium peninsulare
  - Allium peninsulare var. franciscanum
- Allium pentadactyli
- Allium perdulce
- Allium perdulce
- Allium peroninianum
- Allium pervestitum
- Allium pevtzovii
- Allium phanerantherum
  - Allium phanerantherum ssp. deciduum
- Allium phariense
- Allium phitosianum
- Allium phrygium
- Allium phthioticum
- Allium pictistamineum
- Allium pikeanum
- Allium pilosum
- Allium platakisii
- Allium platycaule
- Allium platyspathum
- Allium platystylum
- Allium pleianthum
- Allium plummerae
- Allium plurifoliatum
  - Allium plurifoliatum var. zhegushanense
- Allium podolicum
- Allium poeppigi
- Allium pogonotepalum
- Allium polyastrum
- Allium polyphyllum
- Allium polyrhizum
- Allium ponticum
- Allium popovii
- Allium porrum (póréhagyma)
  - Allium porrum sp. anatolicum
  - Allium porrum var. australieuropeum
  - Allium porrum var. borealieuropeum
- Allium potanini
- Allium potosiense
- Allium praecox
- Allium praelatitium
- Allium praemixtum
- Allium prattii
- Allium procerum
- Allium proponticum
- Allium protensum
- Allium pruinosum
- Allium przewalskianum
- Allium pseudo-calyptratum
- Allium pseudo-japonicum
- Allium pseudoalbidum
- Allium pseudoampeloprasumv
- Allium pseudobodeanum
- Allium pseudobulbiferum
- Allium pseudocyaneum
- Allium pseudoflavum
- Allium pseudoglobosum
- Allium pseudophanerantherum
- Allium pseudopulchellum
- Allium pseudoseravschanicum
- Allium pseudostamineum
- Allium pseudostrictum
- Allium pseudowinklerianum
- Allium pseudoxiphopetalum
- Allium pskemense
- Allium pueblanum
- Allium pugeti
- Allium pulchellum
- Allium pumilum
- Allium punctum
- Allium purdomii
- Allium purpurescens
- Allium pusillum
- Allium pustulosum
- Allium pygmaeum
- Allium pyrenaicum
- Allium pyrrhorrhizum

## Q
- Allium qaradaghense
- Allium qasyunense

## R
| Tartalomjegyzék                                                 |
| --------------------------------------------------------------- |
| Elejére 0–9 A B C D E F G H I J K L M N O P Q R S T U V W X Y Z |

- Allium raddeanum
- Allium ramazanicum
- Allium ramosum
- Allium rausii
- Allium rechingeri
- Allium reconditum
- Allium recurvatum
- Allium reflexum
- Allium regelianum
- Allium regelii
- Allium registanicum
- Allium regnieri
- Allium renari
- Allium reuterianum
- Allium rhabdotum
- Allium rhetoreanum
- Allium rhizomatum
- Allium rhodanthum
- Allium rhodiacum
- Allium rhodopeum
  - Allium rhodopeum ssp. turcicum
- Allium rhynchogynum
- Allium rilaense
- Allium ritsi
- Allium robertianum
- Allium robinsonii
- Allium roborowskianum
- Allium robustum
- Allium roguense
- Allium rollovi
- Allium rosenbachianum
  - Allium rosenbachianum ssp. kwakense
- Allium rosenorum
- Allium roseum
  - Allium roseum var. coacervatum
  - Allium roseum ssp. tourneuxii
- Allium rothii
- Allium rotundum
- Allium rouyi
- Allium rubellum
- Allium rubens
- Allium rubicundum
- Allium rubrifolium
- Allium rubrovittatum
- Allium rubrum
- Allium rudbaricum
- Allium rude
- Allium rudolfii
- Allium ruhmerianum
- Allium runemarkii
- Allium runyonii
- Allium rupestre
- Allium rupestristepposum
- Allium rupicola
- Allium ruprechti
- Allium rydbergii

## S
| Tartalomjegyzék                                                 |
| --------------------------------------------------------------- |
| Elejére 0–9 A B C D E F G H I J K L M N O P Q R S T U V W X Y Z |

- Allium sabulosum
- Allium sabzakense
- Allium sacculiferum
  - Allium sacculiferum var. glaucum
  - Allium sacculiferum var. robustum
- Allium sairamense
- Allium salinum
- Allium salota
- Allium salsuginis
  - Allium salsuginis f. piscatorum
  - Allium salsuginis f. spiritus-procellarum
- Allium salthynicum
- Allium samothracicum
- Allium samurense
- Allium sanbornii
- Allium sandrasicum
- Allium sannineum
- Allium saposhnikovii
- Allium sarawschanicum
- Allium sativum (Fokhagyma)
  - Allium sativum ssp. asiaemediae
  - Allium sativum var. sagittatum
  - Allium sativum var. vulgare
- Allium satoanum
- Allium savarini
- Allium saxatile
- Allium saxicola
- Allium scabrellum
- Allium scabriflorum
- Allium scabriscapum
- Allium scabrum
- Allium scaposum
- Allium schachimardanicum
- Allium schchianae
- Allium schergianum
- Allium schischkinii
- Allium schmidtianum
- Allium schmitzi
- Allium schoenoprasoides
- Allium schoenoprasum (metélőhagyma)
  - Allium schoenoprasum var. latiorifolium
  - Allium schoenoprasum ssp. orosiae
- Allium schrenki
- Allium schubertii
- Allium schugnanicum
- Allium scilloides
- Allium scissum
- Allium scopulicola
- Allium scorodoprasum (Waldstein-hagyma, ereszes hagyma, kígyóhagyma)
  - Allium scorodoprasum var. multibulbillatum
  - Allium scorodoprasum var. multibulbillosum
- Allium scorzoneraefolium
- Allium scotostemon
- Allium scrobiculatum
- Allium scythicum
- Allium segetum
- Allium seirotrichum
- Allium sellovianum
- Allium semenovii
- Allium semiretschenskianum
- Allium senescens
  - Allium senescens f. albiflorum
  - Allium senescens var. minor
- Allium sergii
- Allium serotinum
- Allium serra
- Allium serratum
- Allium sessile
- Allium setifolium
- Allium severtzovioides
- Allium sewerzowi
- Allium shatakiense
- Allium shelkovnikovi
- Allium shevockii
- Allium siculum
- Allium sikkimense
- Allium simethis
- Allium simile
- Allium simillimum
- Allium sinaiticum
- Allium sindjarense
- Allium singulifolium
- Allium sinicum
- Allium sinkiangense
- Allium sintenisii
- Allium siphonanthum
- Allium sipyleum
- Allium siskiyouense
- Allium sivasicum
- Allium sochense
- Allium songpanicum
- Allium sordidiflorum
- Allium sosnovskyanum
- Allium spathaceum
- Allium spathulatum
- Allium speculae
- Allium sphaerocephalon  (bunkós hagyma)
  - Allium sphaerocephalon f. prostratum
  - Allium sphaerocephalon var. stipitatum
  - Allium sphaerocephalon ssp. durandoi
- Allium sphaeropodum
- Allium spirophyllum
- Allium splendens
  - Allium splendens f. subsp. insulare
- Allium sprengeri
- Allium stamineum
- Allium staticiforme
- Allium stearnianum
- Allium stellatum
- Allium stellerianum
- Allium stenanthum
- Allium stenodon
- Allium stenopetalum
- Allium stenophyllum
- Allium stephanophorum
- Allium stipitatum
- Allium stocksianum
- Allium stojanovii
- Allium stoliczki
- Allium stoloniferum
- Allium stracheyi
- Allium stramineum
- Allium straussii
- Allium striatellum
- Allium strictum
- Allium struzlianum
- Allium stupposum
- Allium stylosum
- Allium suaveolens (illatos hagyma)
- Allium subangulatum
- Allium subbiflorum
- Allium subhirsutum
  - Allium subhirsutum f. bistonense
  - Allium subhirsutum subf. convexum
  - Allium subhirsutum subf. minimum
  - Allium subhirsutum subf. rubellum
- Allium subnotabile
- Allium subquinqueflorum
- Allium subteretifolium
- Allium subtilissimum
- Allium subvineale
- Allium sulphureum
- Allium supranisianum
- Allium suworowi
- Allium svetlanae
- Allium szechuanicum
- Allium szurulense

## T
| Tartalomjegyzék                                                 |
| --------------------------------------------------------------- |
| Elejére 0–9 A B C D E F G H I J K L M N O P Q R S T U V W X Y Z |

- Allium taciturnum
- Allium taeniopetalum
  - Allium taeniopetalum ssp. turakulovii
- Allium taishanense
- Allium talassicum
- Allium talijevii
- Allium talyschense
- Allium tanguticum
- Allium taquetii
  - Allium taquetii f. albiflorum
- Allium tardans
- Allium tardiflorum
- Allium tartaricum
- Allium tashkenticum
- Allium tchefouense
- Allium tchihatschewii
- Allium tchongchanense
- Allium tekesicolum
- Allium tel-avivense
- Allium telaponense
- Allium tenellum
- Allium tenue
- Allium tenuicaule
- Allium tenuifolium
- Allium tenuispathum
- Allium tenuissimum
  - Allium tenuissimum var. nalinicum
- Allium teretifolium
- Allium texanum
- Allium textile
- Allium thessalicum
- Allium thomsoni
- Allium thracicum
  - Allium thracicum var. nutans
  - Allium thracicum ssp. pygmaeum
- Allium thrichocephalum
- Allium thunbergii
- Allium tibeticum
- Allium tilingi
- Allium tmoleum
- Allium × tokaliense
- Allium tolmiei (syn. Allium tribracteatum)
- Allium tortifolium
- Allium tortuosum
- Allium tourneuxii
- Allium trachyoscordum
- Allium transsilvanicum
- Allium transvestiens
- Allium traubii
- Allium trautvetterianum
- Allium tribracteatum
- Allium trichocnemis
- Allium trichocoleum
- Allium tricoccum
- Allium triflorum
- Allium trifoliatum
  - Allium trifoliatum var. sterile
- Allium trilophostemon
- Allium triquetrum
- Allium triste
- Allium tristissimum
- Allium tristylum
- Allium troodi
- Allium tschimganicum
- Allium tschonoskianum
- Allium tschulaktavicum
- Allium tschulpias
- Allium tsoongii
- Allium tubergeni
- Allium tuberosum
- Allium tubiflorum
- Allium tui
- Allium tuolumnense (syn. Allium sanbornii var. tuolumnense)
- Allium turcicum
- Allium turcomanicum
- Allium turkestanicum
- Allium turtschicum
- Allium tythocephalum
- Allium tytthanthum

## U
| Tartalomjegyzék                                                 |
| --------------------------------------------------------------- |
| Elejére 0–9 A B C D E F G H I J K L M N O P Q R S T U V W X Y Z |

- Allium ubinicum
- Allium ubsicolum
- Allium udinicum
- Allium ugami
- Allium umbilicatum''
- Allium uniflorum
- Allium unifolium
- Allium uratense
- Allium urceolatum
- Allium urmiense
- Allium ursinum (medvehagyma)
  - Allium ursinum var. ucrainicum

## V
| Tartalomjegyzék                                                 |
| --------------------------------------------------------------- |
| Elejére 0–9 A B C D E F G H I J K L M N O P Q R S T U V W X Y Z |

- Allium valdecallosumv
- Allium valdesianumv
- Allium valentinaev
- Allium validum
- Allium vancouverense
- Allium variegatum
- Allium vasilevskajae
- Allium vavilovii
- Allium venustum
- Allium veratrifolium
- Allium versicolor
- Allium verticillatum
- Allium vescum
- Allium victorialis (havasi hagyma)
  - Allium victorialis f. variegatum
- Allium victoris
- Allium vineale (bajuszos hagyma)
  - Allium vineale ssp. capsuliferum
- Allium vinicolor
- Allium virgunculae
- Allium viride
- Allium viridiflorum
- Allium viridulum
- Allium viviparum
- Allium vodopjanovae
- Allium vuralii
- Allium vvedenskyanum

## W
| Tartalomjegyzék                                                 |
| --------------------------------------------------------------- |
| Elejére 0–9 A B C D E F G H I J K L M N O P Q R S T U V W X Y Z |

- Allium wakegi
- Allium wallichianum
- Allium walteri
- Allium warzobicum
- Allium watsoni
- Allium weichanicum
- Allium weissii
- Allium welwitschi
- Allium wenchuanense
- Allium wendelboanum
- Allium wendelboi
- Allium weschniakowi
- Allium wiedemannianum
- Allium wierzbickii
- Allium willeanum
- Allium winklerianum
- Allium woronowii

## X
- Allium xiangchengense
- Allium xichuanense
- Allium xiphopetalum
- Allium xyphophyllum

## Y
| Tartalomjegyzék                                                 |
| --------------------------------------------------------------- |
| Elejére 0–9 A B C D E F G H I J K L M N O P Q R S T U V W X Y Z |

- Allium yamarakkyo
- Allium yanchiense
- Allium yatei
- Allium yesoense
- Allium yongdengense
- Allium yosemitense
- Allium yuanum
- Allium yuchuanii
- Allium yunnanense

## Z
- Allium zaissanicum
- Allium zaprjagajevii
- Allium zebdanense
- Allium zenobiae
- Allium zergericum